# Wünsdorf
Wünsdorf è una frazione della città tedesca di Zossen, nel Land del Brandeburgo.

## Storia
Nel 2003 il comune di Wünsdorf venne soppresso e aggregato alla città di Zossen.

## Geografia antropica
Appartiene alla frazione di Wünsdorf le località di Neuhof e Waldstadt.